# Commissaire de la République institué par le Gouvernement provisoire de la République française
Zum Commissaire de la République institué par le Gouvernement provisoire de la République française ernannte Charles de Gaulle im Zeitraum 1944 bis 1946 regionale Beauftragte im Namen der Provisorischen Regierung der Französischen Republik. Sie waren jeweils für mehrere Departements zuständig und hatten den Rang von Ministern. 